# Американцы за права человека на Украине
Американцы за права человека на Украине (укр. Американці за права людини в Україні, англ. American for human rights in Ukraine, AHRU — АГРУ) — некоммерческая правозащитная организация украинцев США, основной целью которой было соблюдение прав украинцев в СССР.

## Деятельность
Организация «Американцы за права человека на Украине» была основана в 1979 году в Ньюарке, США. Организация стала соосновательницей вашингтонского «Комитета хельсинкских гарантий для Украины»
Предшественником Организации был «Комитет обороны В. Мороза», основанный в 1974 году, который переформатировался в общеукраинскую организацию в защиту украинских политзаключённых и координировал правозащитную деятельность. Активными участниками деятельности АГРУ были В. Боднар, В. Багрий, Т. Романкив, И. Кошман, Д. Марчишин, Е. Перейма, И. Орыняк.
В 1980—1981 годах организация активно участвовала в праздновании в Вашингтоне 5-летия Украинской Хельсинкской группы. Представители АГРУ присылали американским законотворцам тысячи писем, обращений, призывая их выступать в обороне украинских политзаключённых. Члены правозащитной организации принимали участие в голодовке в защиту Юрия Шухевича в Вашингтоне в марте 1980 года.
АГРУ имела отделы в Детройте (руководитель — Мария Зарицкая), Рочестере (Р. Трач, И. Демиденко), Чикаго, Трое. Вместе с Amnesty International и украинскими правозащитными организациями была соорганизатором акций в защиту Ивана Светличного, в результате чего в апреле 1982 года 100 членов Конгресса США обратились с письмом к генеральному секретарю ЦК КПСС Леонида Брежнева с требованием освободить Светличного; акций в мае-июне 1982 года в Конгрессе США для принятия резолюции по делу шестой годовщины создания Украинской Хельсинкской группы. АГРУ проводила акции в защиту Оксаны Мешко, Юрия Шухевича, Николая Горбаля, Йосипа Терели, Николая Руденко, невозвращенцев в СССР Владимира Половчака и моряка М. Медведя.
АГРУ сыграла решающую роль в формировании специальной комиссии Конгресса США по делам расследования Голодомора 1932—1933 годов на Украине. 1 августа 1984 года Игорь Ольшанивский и Мирон Куропась свидетельствовали перед Комитетом внешних связей Сената США по делу Голодомора 1932—1933 годов, что побудило Сенат США принять резолюцию и создать комиссию по исследованию Голодомора в Украине.
В июне 1985 года АГРУ включилась в активную защиту Ивана Демьянюка, которого обвиняли в сотрудничестве с нацистами. За 18 месяцев оборонного действия организация выслала обращения к Конгрессу США, правительству и президенту Рейгану с просьбами рассмотреть процедуры и доказательства и отменить депортацию Демьянюка в Израиль.
Общество «Американцы за права человека на Украине» в лице его руководителей Вальтера Боднара и Божены Ольшановской 24 ноября 1987 года написали письмо сенаторам США с просьбой обратиться к Михаилу Горбачёва с требованием освободить из советских психиатрических тюрем пятерых женщин-политзаключённых, в том числе Ганну Михайленко. 1 декабря 1987 года 42 сенатора США подписали соответствующее письмо Горбачёву.
В 1988 году глава АГРУ Божена Ольшановская принимала участие в «Походе мира» на Украине, несмотря на запреты организовывала встречи с бывшими украинскими политзаключёнными. В 1991 году Ольшановская вместе с другими украинскими представителями участвовала в Хельсинкской конференции в Москве.